# 临界点 (热力学)
1. 未到臨界點時，液態及氣態的乙烷共存
2. 臨界點（32.17 °C, 48.72 bar）時變成不透明
3. 過臨界點後，乙烷成為超臨界流體.[1]

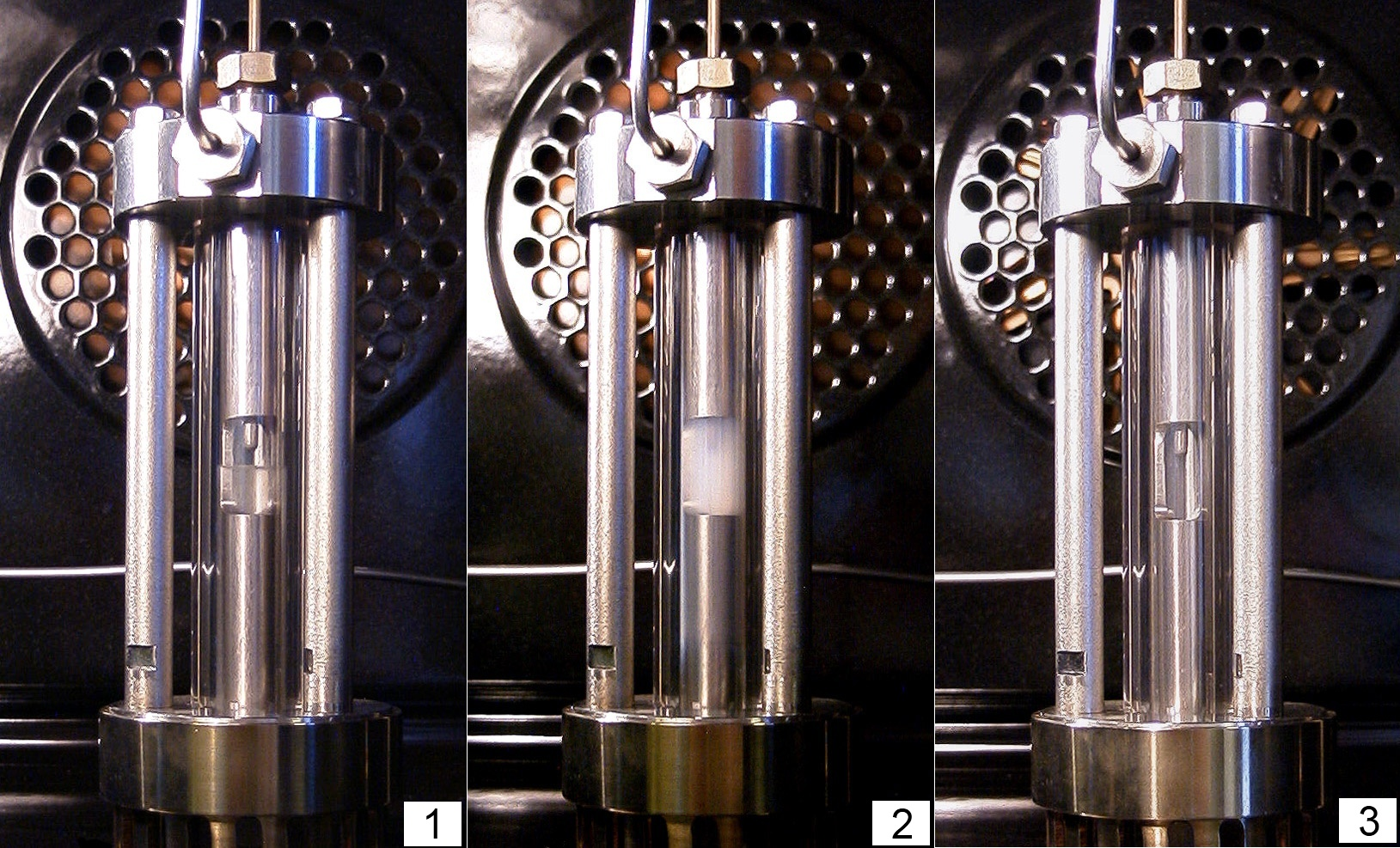

在熱力學中，臨界点是相圖中某平衡曲線的終點。其中一個例子就是液態-氣態的臨界點，是說明物質液態氣態共存條件的溫度-壓力曲線的終點，溫度較高時，氣態會變成超臨界流體，無法單靠加壓回到液態。臨界點有其溫度（臨界溫度Tc）和壓力（臨界壓力pc），在臨界溫度和壓力下，特定兩相之間的邊界消失。其他例子包括混合物中的液態–液態臨界溫度，以及在沒有外部磁場下，鐵磁性轉變成順磁性的轉換點（居里点）。

## 液態-氣態的臨界點

在相圖中，臨界點就是液態和氣態邊界（藍色線）最右上方的點

在相图中，临界点就是液态和气态边界（蓝色线）最右上方的点

為了簡單以及讓概念清楚，要討論通用定義的臨界點時需要先從一個特定的例開始，此處會用液態-氣態的臨界點，這是第一個發現的臨界點，也是最多人知道及研究的臨界點。
圖中說明純物質的壓力–溫度相图，常見的三個相，固態、液態、氣態之間有相邊界線隔開，相邊界線也就是兩相可以共存的壓力–溫度條件。在三相点時，三相可以共存，而液態–氣態的相邊界線有一終點，終點即為臨界點，溫度為臨界溫度（Tc），而其壓力即為臨界壓力（pc）。
水的臨界點是溫度647.096 K（373.946 °C；705.103 °F）及壓力22.064帕斯卡（3,200.1磅力每平方英寸；217.75標準大氣壓；220.64巴）。
在臨界點附近時，液態和氣態性質都會大幅變化，且液態和氣態性質會越來越接近。以水為例，在一般條件下，水幾乎不可壓縮、熱膨脹係數小、是高相对电容率的良好介電質，是電解質的良好溶劑。但在臨界點附近, 上述性質都往反方向變化：水變成可壓縮、可熱膨脹、不適合作介電質，無法溶解電解質，也更容易和非極性氣體和有機分子混合。
臨界點只會存在一相，汽化热為零。在壓力體積圖的等溫度線（constant-temperature line）會出現拐点。表示在臨界點處：
{\displaystyle \left({\frac {\partial p}{\partial V}}\right)_{T}=0,}
{\displaystyle \left({\frac {\partial ^{2}p}{\partial V^{2}}}\right)_{T}=0.}

氣體的等溫圖。紅線是臨界等溫線，臨界點為K

在臨界點以上的物質態是和液態和氣體相連的，可以在沒有相變的情形下進行轉換，此一物質態稱為超臨界流體。有一個教材書中常提到的知識，是指超過臨界點後就無法分辨是液態還是氣態，迈克尔·费希尔和本杰明·维多姆已對此觀念提出挑戰，他們發現了分隔不同漸近統計學性質的p–T線（費希爾–維多姆線）。

### 歷史

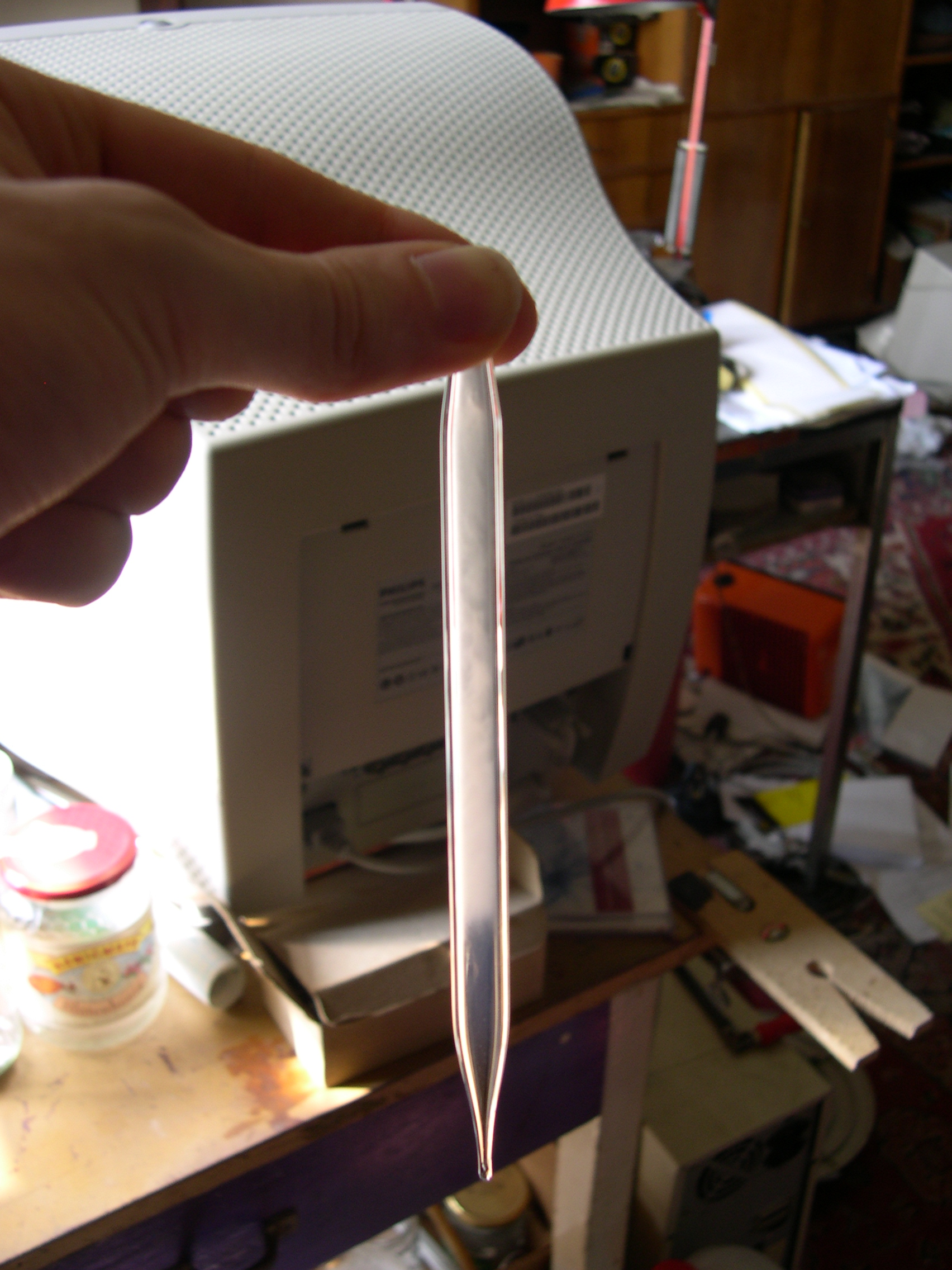
臨界二氧化碳從超臨界冷卻到臨界溫度時會產生霧

臨界點的存在最早是由Charles Cagniard de la Tour在1822年發現的，由德米特里·门捷列夫在1860年命名而托马斯·安德鲁斯在1869年也為其命名。Cagniard發現31 °C的CO2可以在73 atm壓力下液化。但若溫度略高，就算壓力上昇到3000 atm，都無法液化。

### 理論
在范德華方程式中求解上述條件{\displaystyle (\partial p/\partial V)_{T}=0}，可以得到臨界點的資訊
{\displaystyle T_{\text{c}}={\frac {8a}{27Rb}},\quad V_{\text{c}}=3nb,\quad p_{\text{c}}={\frac {a}{27b^{2}}}.}
不過范德華方程式是以平均场论為基礎，在臨界點附近不成立，而且所預測的冪定律是錯的。
為了分析臨界點附近的流體性質，定義了对比性质（簡化性質，reduced properties），是以临界点性質為基礎所定義的。
{\displaystyle T_{\text{r}}={\frac {T}{T_{\text{c}}}},\quad p_{\text{r}}={\frac {p}{p_{\text{c}}}},\quad V_{\text{r}}={\frac {V}{RT_{\text{c}}/p_{\text{c}}}}.}
对应状态原理指出有相同对比壓力和对比溫度的物質會有相同的體積。此關係對大多數物質大致成立，再在'pr很大時準確度會下降。
有些氣體有額外的修正係數，稱為Newton's correction，加在用上述方式計算的臨界溫度和臨界壓力上。其值是靠實驗推導，在不同的壓力範圍有不同的值。

### 特定物質的臨界溫度以及臨界壓力
| Substance      | 臨界溫度                  | 臨界溫度（絕對壓力）      |
| -------------- | ------------------------- | ------------------------- |
| 氩             | −122.4 °C（150.8 K）      | 48.1 atm（4,870 kPa）     |
| 氨 (NH3)       | 132.4 °C（405.5 K）       | 111.3 atm（11,280 kPa）   |
| R-134a         | 101.06 °C（374.21 K）     | 40.06 atm（4,059 kPa）    |
| R-410A         | 72.8 °C（345.9 K）        | 47.08 atm（4,770 kPa）    |
| 溴             | 310.8 °C（584.0 K）       | 102 atm（10,300 kPa）     |
| 铯             | 1,664.85 °C（1,938.00 K） | 94 atm（9,500 kPa）       |
| 氯             | 143.8 °C（416.9 K）       | 76.0 atm（7,700 kPa）     |
| 乙烷（C2H6）   | 31.17 °C（304.32 K）      | 48.077 atm（4,871.4 kPa） |
| 乙醇（C2H5OH） | 241 °C（514 K）           | 62.18 atm（6,300 kPa）    |
| 氟             | −128.85 °C（144.30 K）    | 51.5 atm（5,220 kPa）     |
| 氦             | −267.96 °C（5.19 K）      | 2.24 atm（227 kPa）       |
| 氢             | −239.95 °C（33.20 K）     | 12.8 atm（1,300 kPa）     |
| 氪             | −63.8 °C（209.3 K）       | 54.3 atm（5,500 kPa）     |
| 甲烷（CH4）    | −82.3 °C（190.8 K）       | 45.79 atm（4,640 kPa）    |
| 氖             | −228.75 °C（44.40 K）     | 27.2 atm（2,760 kPa）     |
| 氮             | −146.9 °C（126.2 K）      | 33.5 atm（3,390 kPa）     |
| 氧             | −118.6 °C（154.6 K）      | 49.8 atm（5,050 kPa）     |
| 二氧化碳       | 31.04 °C（304.19 K）      | 72.8 atm（7,380 kPa）     |
| 一氧化二氮     | 36.4 °C（309.5 K）        | 71.5 atm（7,240 kPa）     |
| 硫酸           | 654 °C（927 K）           | 45.4 atm（4,600 kPa）     |
| 氙             | 16.6 °C（289.8 K）        | 57.6 atm（5,840 kPa）     |
| 锂             | 2,950 °C（3,220 K）       | 652 atm（66,100 kPa）     |
| 汞             | 1,476.9 °C（1,750.1 K）   | 1,720 atm（174,000 kPa）  |
| 硫             | 1,040.85 °C（1,314.00 K） | 207 atm（21,000 kPa）     |
| 铁             | 8,227 °C（8,500 K）       |                           |
| 金             | 6,977 °C（7,250 K）       | 5,000 atm（510,000 kPa）  |
| 铝             | 7,577 °C（7,850 K）       |                           |
| 水             | 373.946 °C（647.096 K）   | 217.7 atm（22,060 kPa）   |

## 混合物：液態–液態臨界溫度

典型聚合物溶液的相圖，其中包括二個臨界點：最高臨界互溶溫度（UCST）以及最低臨界互溶溫度（LCST）

溶液的液態–液態臨界溫度也稱為臨界互溶溫度，出現在相圖的二相區裡。液態–液態臨界溫度是指一些熱力學變數（例如溫度或是壓力）的無窮小變化會將混合物變成兩種分離的液體，如右邊聚合物-溶劑的相圖所示。有兩個臨界溫度，其中的最高臨界互溶溫度（UCST）是冷卻會導致相分離的最高溫度點，而最低臨界互溶溫度是加熱會導致相分離的最低溫度點。

### 數學定義
以理論的角度來看，液態–液態臨界溫度是spinodal曲線在溫度–濃度的極值，因此兩相系統的液態–液態臨界溫度需滿足兩者條件：spinodal曲線條件（吉布斯能相對濃度的二階導數為零），以及極值條件（吉布斯能相對濃度的三階導數為零，或是spinodal溫度相對濃度的導數為零）。